# Президентские выборы в Колумбии (2002)
Президентские выборы в Колумбии 2002 года прошли в один тур — 26 мая.
В первом туре Альваро Урибе Велес смог преодолеть необходимый рубеж в 50 % + 1 голос, набрав 54 % голосов. С 7 августа 2002 года он вступил в должность президента Колумбии.

## Результаты

Результаты Альваро Урибе по департаментам Колумбии.

| Кандидат                           | Партия                             | Количество голосов | %    |
| ---------------------------------- | ---------------------------------- | ------------------ | ---- |
| Альваро Урибе Велес                | Primero Colombia                   | 5 862 655          | 54.0 |
| Орасио Серпе Урибе                 | Колумбийская либеральная партия    | 3 514 779          | 32.4 |
| Луис Эдуардо Гарсон                | Независимый демократический полюс  | 680 245            | 6.3  |
| Ноеми Санин                        | Да Колумбия                        | 641 884            | 5.9  |
| Ингрид Бетанкур                    | Кислород Партия зелёных            | 53 922             | 0.5  |
| Харольд Бедоя Писарро              | Вперёд Колумбия                    | 52 710             | 0.5  |
| Франсиско Товар                    | Общественное движение обороны      | 16 396             | 0.2  |
| Аугусто Гильермо Лора              | Движение 19 апреля                 | 12 724             | 0.1  |
| Альваро Христанчо                  | Community Participation            | 10 117             | 0.1  |
| Гильермо Антонио Кардона           | MPCCC                              | 8 464              | 0.1  |
| Родольфо Ринкон                    | Community Participation            | 6 588              | 0.1  |
| Недействительные бюллетени         | Недействительные бюллетени         | 394 205            | -    |
| Всего                              | Всего                              | 11 249 734         | 100  |
| Зарегистрированные избиратели/явка | Зарегистрированные избиратели/явка | 24 208 311         | 46.5 |
| Source: Nohlen                     |                                    |                    |      |